# Steven Universe (personaje)
Steven Quartz Universe es un personaje de ficción y el protagonista principal de la serie de animación Steven Universe, creada por Rebecca Sugar, con la voz de Zach Callison. 
Un ser alienígena ficticio que existe como una Diamante mágica que proyecta una especie de holograma pero con masa, y un ser humano normal. El espectáculo se desarrolla desde la perspectiva de Steven: el público siempre sigue a Steven, y aprende sobre la trama y la historia de fondo como él lo hace. Como tal, las únicas escenas sin el personaje son aquellas que él ve como visiones o que le están siendo contadas como historias. 
El personaje fue recibido positivamente, con su evolución a través de la serie, la ideología girando en torno a la bondad y la empatía, y el desprecio por la norma de género recibiendo más elogios. 

## Creación
Steven fue creado por Rebecca Sugar, con su apariencia y nombre basados en el hermano de Rebecca Sugar, Steven Sugar, un artista de fondo para el espectáculo.

## Personaje

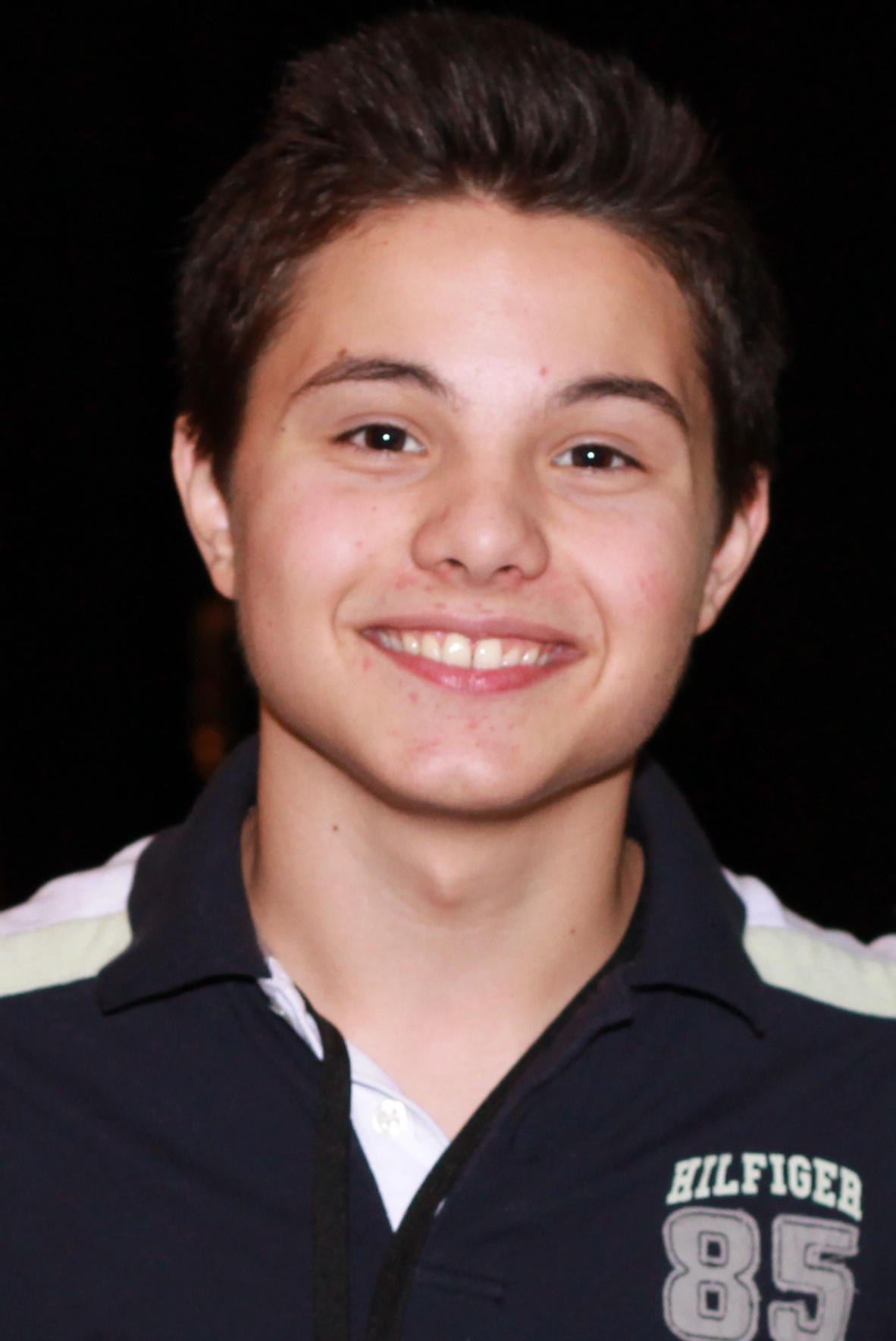
Zach Callison, el actor de voz de Steven.

Steven tiene 16 años en 2021 y es el miembro más joven de las Gemas de Cristal. Es el primer y único híbrido gema-humano conocido, producto de la unión entre la líder original de Crystal Gems, Rose Quartz, y Greg Universe, un músico humano y propietario de un lavadero de autos. Con el deseo de salvar la brecha entre humanos y gemas, Rose "abandonó su forma física" para crear a Steven, dejando sólo su gema rosa, de facetas pentagonales, ahora incrustada en su ombligo. Como resultado, algunas Gemas han considerado a Steven y a Rose como la misma entidad; un importante arco de personajes para Steven involucra su lucha con el complejo legado de su madre, y si él debe asumir la responsabilidad de sus decisiones.

Con esta gema, Steven desarrolla una amplia variedad de habilidades mágicas. Hasta ahora, ha sido capaz de convocar el escudo de su madre; crear un campo de fuerza esférico; curar gemas, humanos y objetos con su saliva; crear y controlar la vida vegetal sensible; cambiar de forma; flotar; usar telepatía empática y proyección astral; combinar cuerpos y mentes con otras gemas para formar poderosas "fusiones"; y revivir a los muertos con sus lágrimas. 
Alegre, bondadoso, despreocupado y siempre dispuesto a ver lo mejor de la gente, Steven es querido por las Gemas y muy querido por la gente de Beach City. Se dice que Steven se parece a Rose en términos de personalidad, ya que es empático y todo amoroso, aunque Rebecca Sugar dice que en realidad heredó esta actitud de Greg. A lo largo de la serie, Steven madura mucho, ganando un nuevo respeto por su posición como protector de la Tierra y haciéndose más consciente de los peligros de ser una Gema de Cristal.
Steven suele llevar una camiseta roja con una estrella amarilla en el centro, jeans azules y chanclas rojas. En clima frío, a menudo usa una sudadera con capucha o un suéter de punto.

## Recepción
Steven ha sido bien recibido por fanes y críticos por igual. Susana Polo de Polygon elogia a Steven por ser el "antídoto de la masculinidad tóxica" en el sentido de que sus rasgos dominantes de empatía y bondad son los que lo hacen un miembro tan vital de las Gemas de Cristal. Polo también elogia la subversión de Steven de las definiciones de género, ya que es un niño joven en un papel femenino con habilidades defensivas que se manifiestan en tonos de rosa. De manera similar, en un artículo en B**** Flicks, Ashley Gallagher también elogia el rechazo de Steven a la masculinidad típica y sus poderes estereotipados defensivos y femeninos, como su escudo y su curación, a la vez que expresa su aprobación de su relación con Connie. 
Alabando la evolución del personaje a través de la serie, Eric Thurm de Polygon declaró después del final de la quinta temporada: "De vuelta en la primera temporada del show, Steven fue mucho más irritante. Era miope, se centraba en lo que tenía delante en detrimento de las prioridades más importantes, especialmente cuando lo que tenía delante era la perspectiva de volverse ridículamente pulido. Era un gran tonto incapaz de tomar nada en serio. Y tenía el instinto de engaño de un niño cuando parecía que podría estar en problemas, ya fuera formando un "Equipo Secreto" para ocultar un error o pidiendo a las Gemas que fingieran ser su madre humana. Pero la historia de Steven Universe no se trata de que Steven descarte las cosas que lo hicieron, y aún así lo hacen, infantil - se trata de averiguar cómo usarlas de maneras más específicas y saludables. La idea de que hay cualidades infantiles que vale la pena cultivar, junto a otras que pueden y deben ser evitadas o despojadas, es una visión refrescantemente matizada (y precisa) de cómo ser una persona, incluso si ser esa clase de persona requiere fusionarse con tu propio cuerpo, especialmente para los niños. Ser capaz de ganar madurez emocional, perspicacia y sabiduría sin dejar de conservar las mejores partes de ser nuevo en el mundo - esa es la disposición que Steven Universe nos pide a medida que nosotros, ya sean 14, 34 o 34.000, continuamos creciendo".